# Rentjärnen (Nederkalix socken, Norrbotten)
Rentjärnen är en sjö i Kalix kommun i Norrbotten och ingår i Kalixälvens huvudavrinningsområde. Sjön har en area på 0,0404 kvadratkilometer och ligger 45 meter över havet.

## Delavrinningsområde
Rentjärnen ingår i det delavrinningsområde (732797-182719) som SMHI kallar för Ovan VDRID = Bjurbäcken i Kalixälvens vattendrags*. Medelhöjden är 27 meter över havet och ytan är 22,43 kvadratkilometer. Räknas de 1025 avrinningsområdena uppströms in blir den ackumulerade arean 17 946,22 kvadratkilometer. Avrinningsområdets utflöde Kalixälven (Kaitumälven) mynnar i havet. Avrinningsområdet består mestadels av skog (54 procent), öppen mark (17 procent) och jordbruk (14 procent). Avrinningsområdet har 1,91 kvadratkilometer vattenytor vilket ger det en sjöprocent på 8,5 procent. Bebyggelsen i området täcker en yta av 0,34 kvadratkilometer eller 2 procent av avrinningsområdet.